# Gare de Challans
Gare de Challans – stacja kolejowa w Challans, w departamencie Wandea, w regionie Kraj Loary, we Francji. Znajduje się na linii kolejowej Nantes-Saint-Gilles-Croix-de-Vie. Jest obsługiwana przez pociągi TER Pays de la Loire.
Do 1970 roku dworzec posiadał połączenie kolejowe z La Roche-sur-Yon. 
| Challans                                             |  |                              |
| Linia Nantes - Saint-Gilles-Croix-de-Vie (59,071 km) |  |                              |
| La Garnacheodległość: 5,658 km                       |  | Soullans odległość: 6,024 km |